# Greytown (Nowa Zelandia)
Greytown – miasto w Nowej Zelandii. Położone w południowo-wschodniej części Wyspy Północnej, w regionie Wellington, 1986 mieszkańców. (dane szacunkowe – styczeń 2010).